# Il-Ħamrun
Il-Ħamrun – ou plus simplement Ħamrun – est une localité de Malte d'environ 9 300 habitants, située dans la zone intérieure de Grand Harbour de Malte, lieu d'un conseil local (Kunsilli Lokali) compris dans la région (Reġjun) Xlokk.
Ses villageois sont des Tas-Sieken, ce qui signifie littéralement « des couteaux » (Tas-Sikkina au singulier).

## Origine
Les restes historiques les plus anciens à avoir été retrouvés à Ħamrun remontent à la période punique, où plusieurs tombeaux creusés à même le roc ont été trouvés.

## Paroisse
La paroisse date de 1881.

### Églises
L'église paroissiale Saint-Cajetan fut construite en 1875. Originellement construite pour être l'église de Saint-Joseph, l'abbé Gaetano Pace Forno a préféré la dédier à son saint patron. Construite dans un style néo-gothique, son intérieur est peint par Emvin Cremona. La statue de saint Cajetan est de Carlo Darmanin.
La chapelle de Porto Salvo, construite en 1736, était la première chapelle du village. D'un style baroque, elle est de nos jours utilisée pour l'adoration de la Sainte-Eucharistie. Les habitants l'appelle Ta' Santu Nuzzo.
La chapelle de Notre-Dame-d'Atocia est la plus vieille de Ħamrun. Elle fut construite au XVIIe siècle par un marchand pour y abriter une peinture de la Madone d'Atocia apportée d'Espagne.
L'église de Saint-François-d'Assise fut construite en 1950 par la communauté franciscaine.
L'église de l'Immaculée-Conception fut bâtie dans les années 1960 pour faire face à l'augmentation de la population.

## Histoire
Quand les grands maîtres de l'Ordre de Saint-Jean de Jérusalem étaient princes de Malte, les chevaliers et la noblesse maltaise chassaient et pique-niquaient dans cette région.
La colline Tas-Samra, a été un des lieux de la révolte maltaise contre la colonisation française (1798-1800).
Au milieu du XIXe siècle, sous le nom de Casale San Giuseppe (Village Saint-Joseph), le village a commencé à se développer. La rue principale s'appelle d'ailleurs toujours Triq San Guzepp (rue Saint-Joseph).
Pendant la Seconde Guerre mondiale, Ħamrun a accueilli de nombreux réfugiés de la région du port et devint l'une des plus grosses villes de Malte.

## Géographie
| Santa Venera | Msida     | Pietà    |
| Qormi        | Il-Ħamrun | Floriana |
|              | Il-Marsa  |          |

## Activités économiques
Ħamrun est un centre commercial particulièrement renommé pour ses nombreux magasins de meubles et centres d'achat qui s'étendent principalement le long de la rue Saint-Joseph.

## Patrimoine et culture

### Personnes notables
Ħamrun est la ville où ont grandi l'ancien premier ministre Karmenu Mifsud Bonnici et les présidents Anton Buttigieg et Guido de Marco. C'est aussi la ville de naissance de l'acteur Oreste Chircop (en)(1923-1998), qui est surtout connu pour son rôle dans Le Roi des vagabonds.
C'est également de cette ville qu'est originaire Joseph Buttigieg, le père de l'homme politique américain Pete Buttigieg.
- Charles Camilleri (1931-2009), compositeur maltais, né à Ħamrun.

### Écoles
Ħamrun a la plus grande concentration d'écoles de Malte[réf. nécessaire]. La plus vieille école primaire remonte au milieu du XIXe siècle, et ses portes sont ornées de bustes de la Reine Victoria et du Prince Albert. Une deuxième école primaire date des années 1920.
Les écoles secondaires Maria Assunta, Adelaide Cini, Maria Teresa Nuzzo, Notre-Dame de l'Immaculée Conception et Saint-Joseph, toutes cinq réservées aux filles.
Le lycée Maria Regina est construit dans les années 1950 et est une école pour filles. Le lycée Dun Guzepp Zammit Brighella remonte à la même époque et est destiné aux garçons.

### Sports
Ħamrun est connue pour son équipe de football : le Hamrun Spartans FC ainsi que pour son équipe de basket-ball : le Ħamrun Liberty.

## Jumelages
La ville d'Ħamrun est jumelée avec les villes de :
- Scilla (Italie)
- Omsk (Russie)

## Sources
- (mt) Alfie Guillaumier, Bliet u Rħula Maltin (Villes et villages maltais), Klabb Kotba Maltin, Malte, 2005.
- (en) Juliet Rix, Malta and Gozo, Brad Travel Guide, Angleterre, 2013.
- Alain Blondy, Malte, Guides Arthaud, coll. Grands voyages, Paris, 1997.